# 1995 w informatyce
Kalendarium informatyczne 1995 roku
- 21 lutego – sąd oddalił prawie wszystkie roszczenia firmy Apple przeciwko firmie Microsoft w sprawie naruszenia praw autorskich podczas prac nad interfejsem do systemu Windows 2.0[1][2].
- luty – Netscape Communications opracował standard Transport Layer Security[3].
- 1 kwietnia – wydano przeglądarkę internetową Operę w wersji 1.0[3].
- 30 maja – Microsoft wydał system operacyjny Windows NT 3.51[3].
- 8 czerwca – opublikowano język programowania PHP[3].
- 16 sierpnia – Microsoft wydał przeglądarkę internetową Internet Explorer 1[4].
- 24 sierpnia – Microsoft wydał system operacyjny Windows 95. W ciągu czterech dni sprzedano ponad milion egzemplarzy systemu[3].
- 31 sierpnia – Westwood Studios wydało Command & Conquer, jedną z najstarszych gier strategicznych w czasie rzeczywistym[3].
- 31 sierpnia – wydano grę komputerową Need for Speed[3].
- 30 września – Microsoft wydał DirectX 1.0[3].
- 22 listopada – Microsoft wydał Internet Explorer 2[4].
- listopad – Intel wprowadził na rynek procesor Intel Pentium Pro, mogący wykonywać 166 milionów operacji matematycznych na sekundę[3].
- Centrum Nowych Technologii w Gdańsku uruchomiło Wirtualną Polskę, pierwszy polski katalog stron internetowych[5].